# (541104) 2018 RN12
(541104) 2018 RN12 es un asteroide perteneciente al cinturón de asteroides descubierto el 5 de mayo de 2010 por el equipo del Mount Lemmon Survey desde el Observatorio del Monte Lemmon, Arizona, Estados Unidos.

## Designación y nombre
Designado provisionalmente como 2018 RN12.

## Características orbitales
2018 RN12 está situado a una distancia media del Sol de 2,374 ua, pudiendo alejarse hasta 2,662 ua y acercarse hasta 2,086 ua. Su excentricidad es 0,121 y la inclinación orbital 8,141 grados. Emplea 1336,58 días en completar una órbita alrededor del Sol.

## Características físicas
La magnitud absoluta de 2018 RN12 es 17. 